# Cercapou
Der Cercapou ist ein literarisches Werk über religiöse Themen, das Francesc Eiximenis zugeschrieben wird. Es wurde während des 14. oder 15. Jahrhunderts auf Katalanisch geschrieben.

## Auflage
Das Werk wurde von dem italienischen Gelehrten Giuseppe Edoardo Sansone 1957 und 1958 übertragen und veröffentlicht.

## Autorschaft
Der Schweizer Forscher Curt Wittlin stellte fest, dass dieses Buch nicht von Eiximenis selbst geschrieben worden sei, der Verfasser habe aber Eiximenis als Quelle benutzt. Nach Wittlin kopierte der ungenannte Verfasser des Cercapou mehr oder weniger ein paar Teile des Endes von Eiximenis’ Llibre de les dones in den letzten Abschnitten des Buches. Der Teil, der keine Kopie von Eiximenis war, sei eine Kopie des anonymen Espill de consciència (Gewissensspiegel).